# ایستگاه راه‌آهن مرکزی مونشن‌گلادباخ
ایستگاه راه‌آهن مرکزی مونشن‌گلادباخ (انگلیسی: Mönchengladbach Hauptbahnhof) ایستگاه راه‌آهن اصلی شهر مونشن‌گلادباخ، آلمان است که در سال ۱۸۵۱ میلادی تأسیس شده و به راه‌آهن سراسری آلمان متصل است.

## نگارخانه

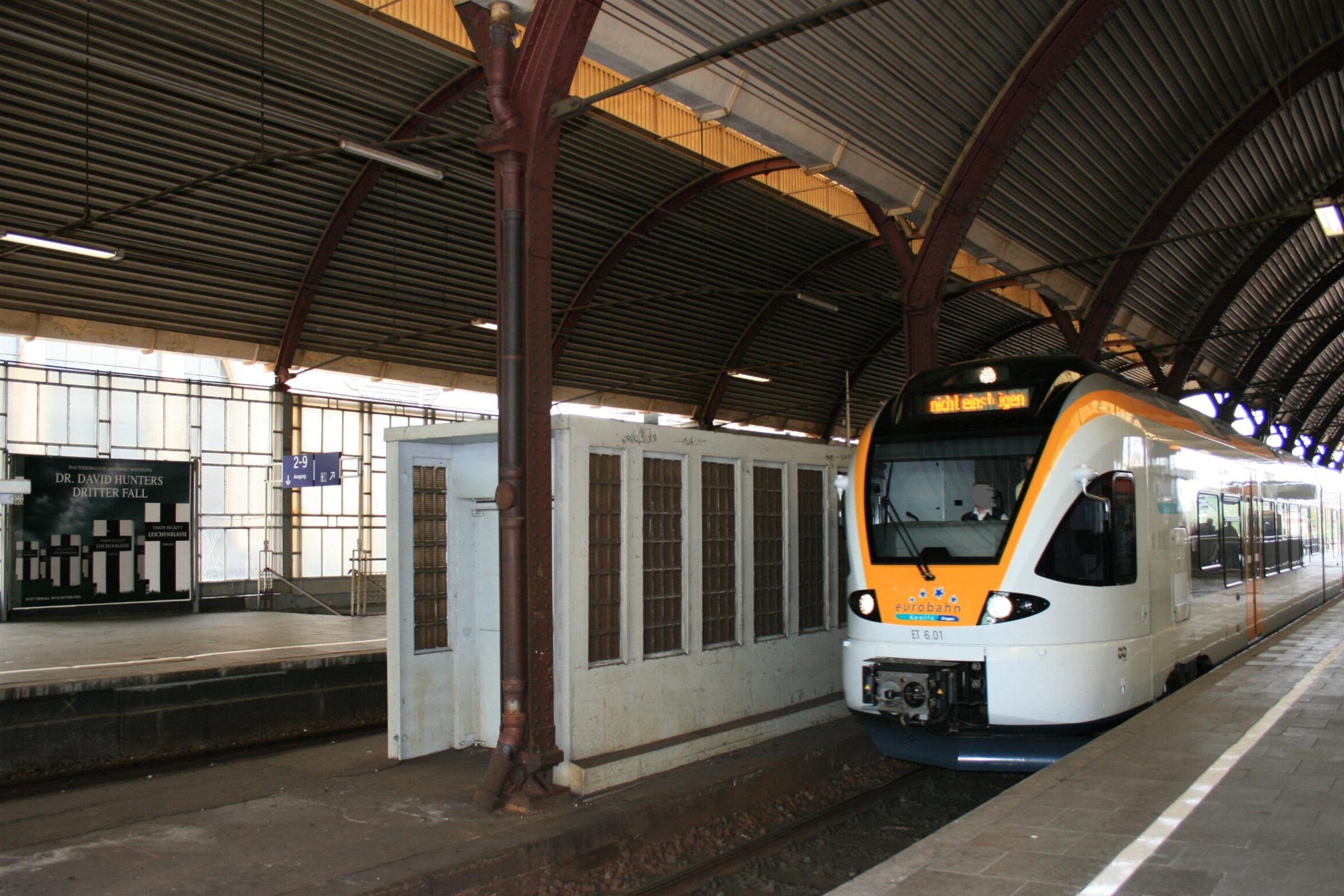
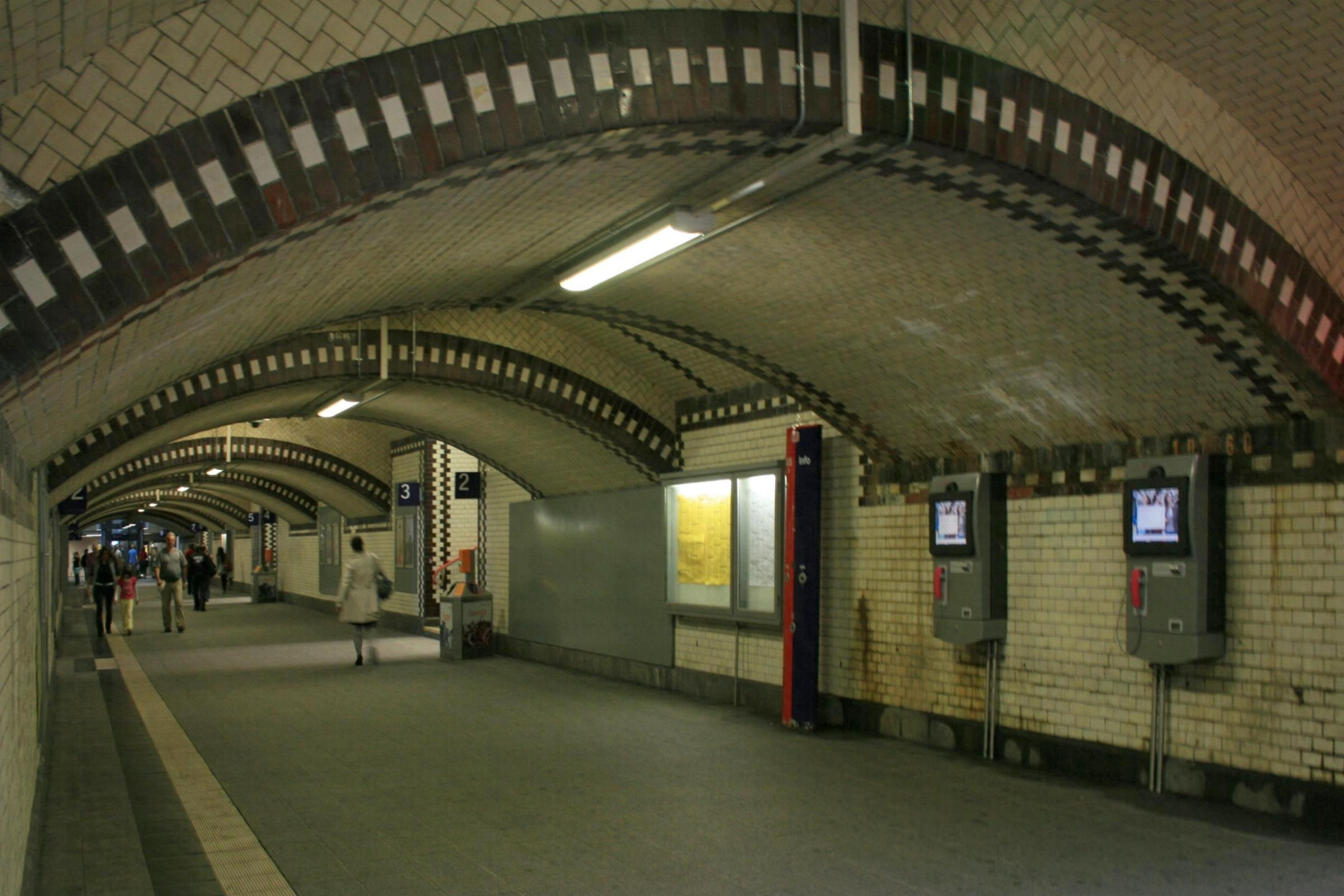
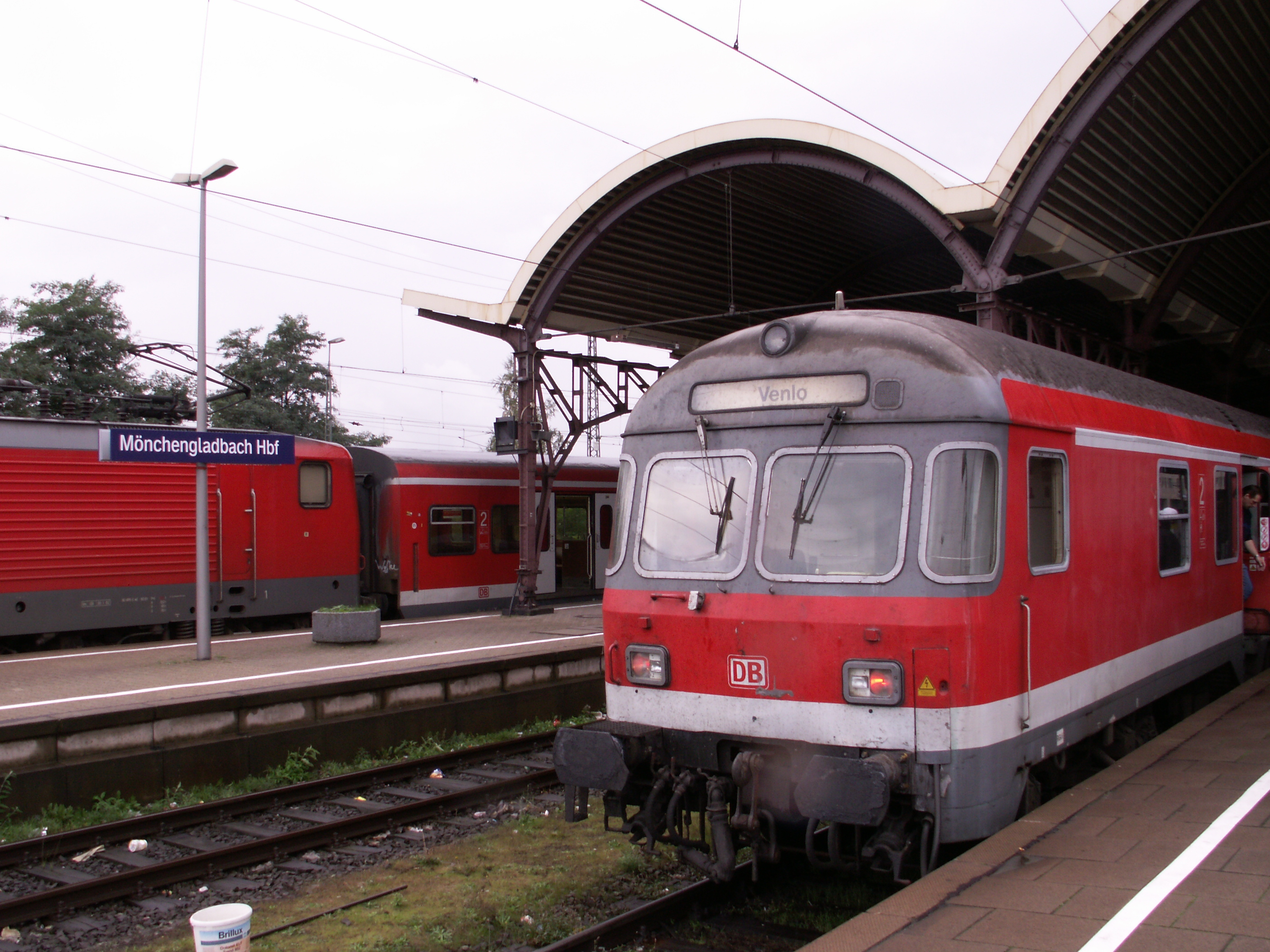